# 常磐線輸送力整備・新線建設促進期成同盟
常磐線輸送力整備・新線建設促進期成同盟（じょうばんせんゆそうりょくせいび・しんせんけんせつそくしんきせいどうめい）は、東日本旅客鉄道（JR東日本）常磐線の沿線地方公共団体が加盟する同盟であり、常磐線の輸送改善や新線建設の促進を働きかけている。

## 参加自治体
- 千葉県
- 松戸市
- 野田市
- 柏市
- 流山市
- 我孫子市

## 主な取り組み
以下を要望・推進している。
- 首都圏新都市鉄道つくばエクスプレスの建設（完成）
- 東京メトロ半蔵門線の柏駅までの延伸
- 東京メトロ有楽町線の野田市駅までの延伸
- JR上野東京ラインの建設（完成）
  - JR宇都宮線（東北本線）、高崎線、常磐線（常磐快速線）の列車を東京駅直通にし、東海道線との相互直通運転を行う計画。
- JR常磐線・武蔵野線・成田線我孫子支線のダイヤ改善
- 鉄道・駅のバリアフリー化の促進